# Hensodon spinosus
Hensodon spinosus es una especie monotípica del género extinto de peces Hensodon.

## Descripción
El H. spinosus se asemejaba superficialmente a un pez ángel, con una cabeza enorme y una cintura muy espinosa. Distintos especímenes presentan variedad de disposiciones de las espinas frontales, similares a cuernos. Una forma tiene los cuernos dispuestos en dos puntas, presumiblemente el macho, y la otra forma, presumiblemente la hembra, con los cuernos uno tras otro, como los de un rinoceronte. Además contaba con grandes escamas en varias partes del cuerpo. Era una especie relativamente pequeña con un tamaño de 5-10 cm (1,96-3,93 pulgadas) de longitud, cuerpo comprimido lateralmente y región abdominal muy corta; hocico corto, con una abertura bucal reducida. Se le considera un pez raro en cuanto a su aspecto, la única especie asignada al género Hensodon. Algunos restos fósiles se han encontrado en canteras ubicadas en el Líbano y datan de más de 95 millones de años.